# Okręg Commercy
Okręg Commercy (fr. Arrondissement de Commercy) – okręg w północno-wschodniej Francji. Populacja wynosi 43 800.

## Podział administracyjny
W skład okręgu wchodzą następujące kantony:
- Commercy,
- Gondrecourt-le-Château,
- Pierrefitte-sur-Aire,
- Saint-Mihiel,
- Vaucouleurs,
- Vigneulles-lès-Hattonchâtel,
- Void-Vacon.